# Jens Bodemer
Jens Bodemer (* 20. ledna 1989) je bývalý německý fotbalista, který hrál na pozici brankáře.

## Kariéra
Bodemer si odbyl profesionální debut za 1. FC Heidenheim ve 3. Lize 21. listopadu 2009, když nastoupil v domácím zápase proti Carl Zeiss Jena, který skončil vítězstvím 3:1.